# 奧列尼夫卡 (克拉斯諾赫拉德區)
49°35′28″N 35°32′47″E / 49.59111°N 35.54639°E
奧萊尼夫卡（烏克蘭語：Оленівка）是位於烏克蘭東部的村莊，由哈爾科夫州别列斯京区的克拉斯諾赫拉德市鎮負責管轄。該村始建於1849年，面積0.68平方公里，海拔高度167米，2001年人口80，人口密度每平方公里118.5人。